# کلرال هیدرات
کلرال هیدرات (به انگلیسی: Chloral hydrate) با فرمول شیمیایی C2H3Cl3O2 یک ترکیب شیمیایی با شناسه پاب‌کم 2707 است. که جرم مولی آن 165.40 g/mol می‌باشد. شکل ظاهری این ترکیب، جامد بی رنگ است.